# Царицыно (особо охраняемая природная территория)
Цари́цыно — природно-исторический парк и особо охраняемая природная территория (ООПТ) в Южном административном округе Москвы. Расположен между Каширским шоссе, Курским направлением МЖД, Липецкой улицей, Лебедянской улицей, ж/д веткой Бирюлёво-Видное, МКАД, Шипиловским проездом, домами по улице Маршала Захарова и Борисовскому проезду, ул. Городянка, Наташинской ул., ул. Борисовские пруды.
Учреждена в 1993 году на площади 163 га. В 1998 году постановлениями Правительства Москвы от 29 декабря № 1012 «О проектных предложениях по установлению границ особо охраняемых природных территорий» и от 21 июля № 564 «О мерах по развитию территорий природного комплекса Москвы» парк был расширен и в его состав вошли Музей-заповедник «Царицыно», включая дворцово-парковый ансамбль с Царицынскими прудами и Борисовским прудом, а также Бирюлёвский лесопарк и Бирюлёвский дендропарк, долина реки Язвенки и долина Борисовского ручья. Общая площадь парка составила 1317 га.

Схема границ ООПТ Царицыно. Оно включает в себя несколько парков.

## История
В Царицынском парке обнаружено поселение среднего бронзового века фатьяновской культуры. Это первое обнаруженное фатьяновское поселение на территории Волго-Окского междуречья. Носители фатьяновской культуры — индоевропейское население, которое первым стало заниматься земледелием и скотоводством на этой территории. Издревле место населяли славянские племена вятичей (о чём свидетельствуют курганы XI—XIII веков).

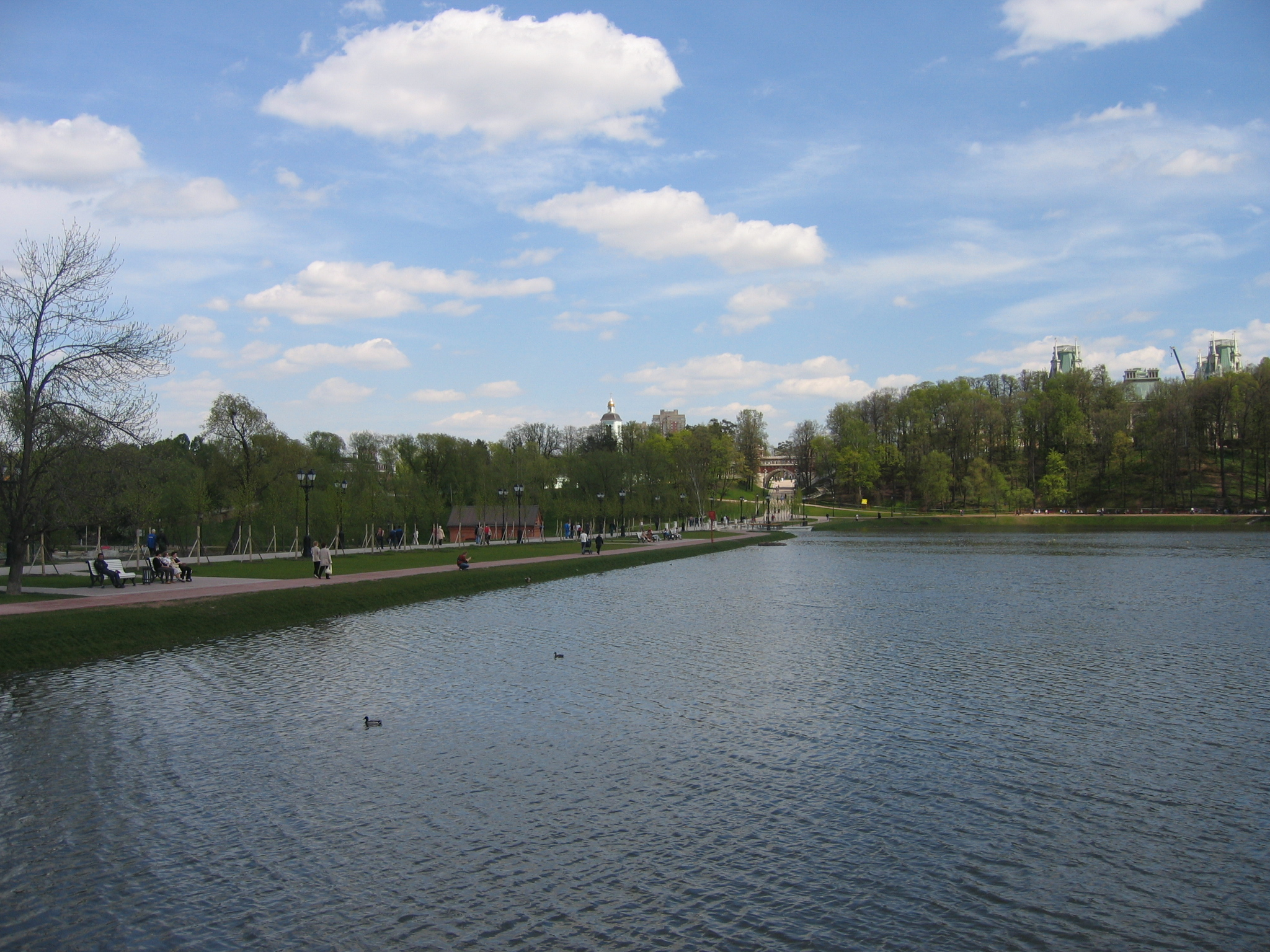
Верхний Царицынский пруд

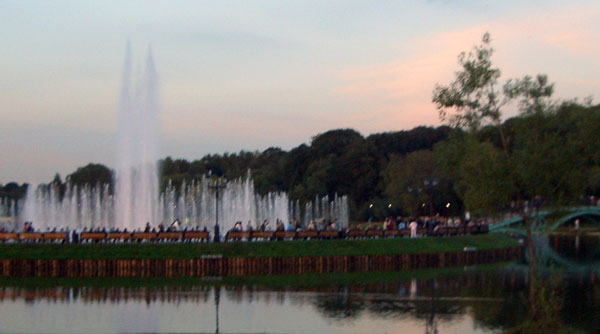
«Поющий фонтан» на острове Среднего Царицынского пруда. Сооружён в 2007 г.

Первое известие о нынешнем Царицыне встречается в писцовой книге 1589 г., когда это была пустошь Черногрязская, входившая в состав владений дворцового села Коломенского. Место, где теперь находится Царицыно, в 1712 г. было отдано Петром I бывшему молдавскому князю Д. К. Кантемиру. Эти земли принадлежали селу Коломенское, были великокняжескими и царскими.
Парк был заложен в начале XVIII в. Тогда же была сооружена церковь Троицы (Иконы Божией матери «Живоносный Источник», 1722 г. ; перестроена в 1765 г., трапезная и колокольня — в 1883 г.). В 1775 г. село купила императрица Екатерина II для постройки своей новой резиденции, тогда же оно и было названо «Царицыно». Под руководством архитектора В. И. Баженова в 1776 г. началось строительство дворцового комплекса, который должен был стать памятником победы России над Турцией в 1774 г.
Усадьба расположена на пересечённом оврагами участке, круто обрывающемся к прудам, что обусловило свободную планировку дворцового парка (его разбивка начата весной 1785 года по проекту Баженова) и живописный характер архитектурного ансамбля, усиленный ярким сочетанием краснокирпичной кладки стен и белокаменных деталей. Центр композиции, развёрнутой к прудам, образовали два дворца (1779-82гг.), соединённые между собой галереей с ажурной аркой ворот, и Большой кавалерский корпус (Лакейский дом, 1784-85гг.); позади них расположен Хлебный дом (1784-85гг.). Однако законченные к 1785 г. сооружения не понравились императрице и в 1786 г. были по её приказу частично разобраны. Позднее дворцовый комплекс достраивался архитектором М. Ф. Казаковым до 1797 года, им был возведен Большой Дворец и разбит парк. После смерти Екатерины II строительство было прервано, царская резиденция так и не была достроена до конца.
В 2005 году Царицынский комплекс был передан в московскую городскую собственность, сразу после чего были начаты активные работы по его восстановлению, реконструкции и достройке.
В 2007 году на серповидном острове Средне-Царицынского пруда был сооружён фонтан, к которому с противоположных сторон пруда ведут два ажурных стальных моста. Водяные струи бьют в небо с переменной силой, строго синхронно исполняемой здесь музыке.
Царицынский парк — место ежегодного фестиваля московских хиппи в ознаменование наступления лета, который происходит 1 июня уже тридцать лет.

## Флора и фауна

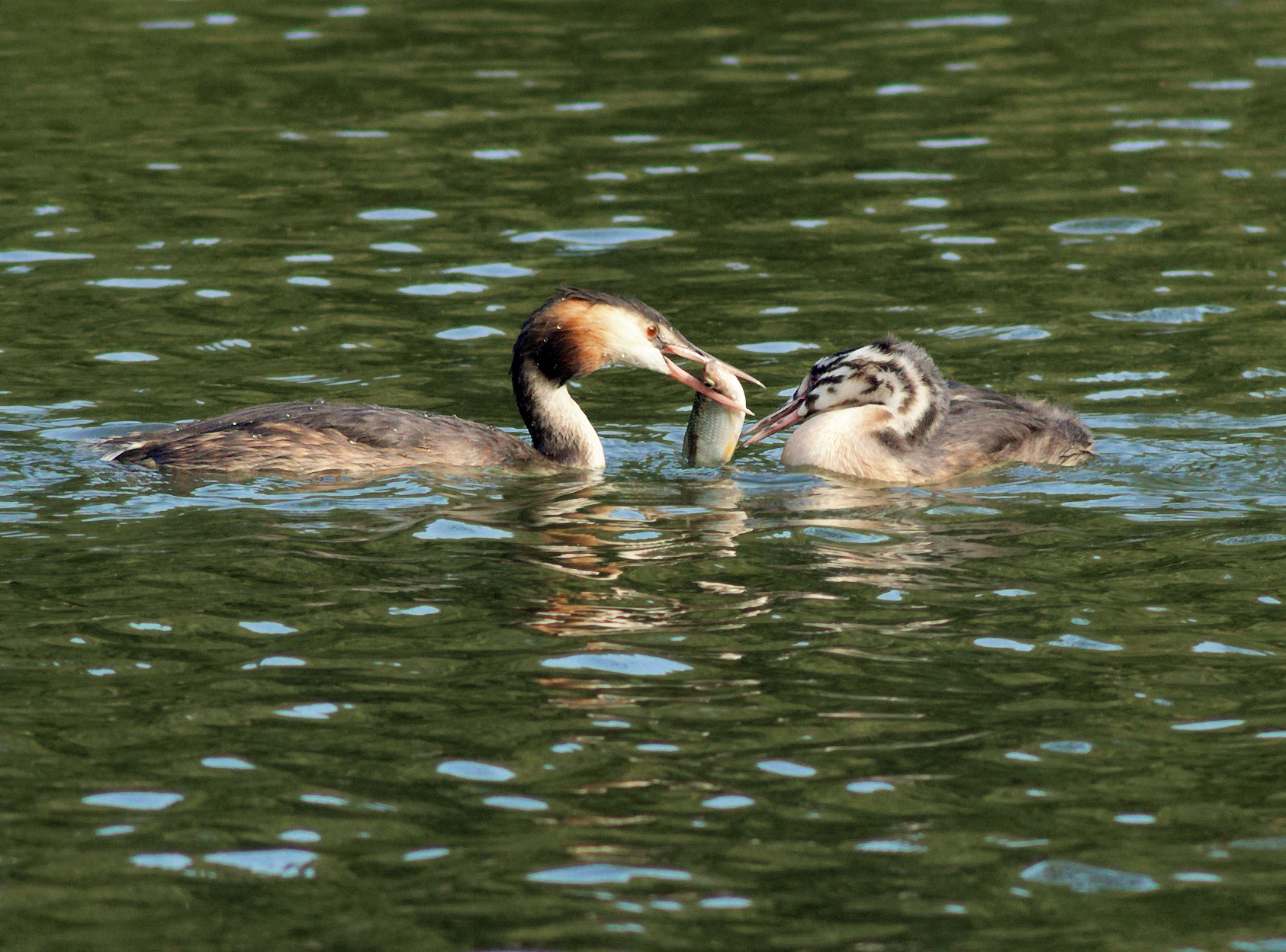
Чомга-мать кормит своего утёнка плотвичкой, Царицынские пруды

На территории ООПТ отмечены 4 вида амфибий, из которых 3 занесены в Красную книгу Москвы — озерная лягушка, травяная лягушка, остромордая лягушка и обыкновенный тритон. Стоит отметить неблагополучное состояние амфибий на территории парка по причине расселения инвазивной рыбы — ротана-головешки.